# Iván Leszczuk
Iván Luis Leszczuk (Lomas de Zamora, Buenos Aires, 20 de febrero de 1996) es un futbolista argentino. Juega de mediocampista y su actual club es San Martín de Mendoza del Torneo Federal A de Argentina.

## Trayectoria

### Boca Juniors
Leszczuk realizó las divisiones inferiores y llegó a firmar su primer contrato profesional con  Boca Juniors pero por una pelea con su entrenador en la división reserva, Rolando Schiavi, el joven fue separado del plantel y mediante su representante, el mismo que tiene Carlos Tévez, arregló su continuidad en  Lanús.

### Lanús
En junio de 2017 llegó al club del sur de  Buenos Aires. Comenzó en división reserva pero buenos partidos le dieron la posibilidad de subir a la máxima categoría. Fue inscripto por Jorge Almirón para disputar la semifinal de la Copa Libertadores de América 2017

## Selección nacional

### Selección Argentina Sub-17
En este selectivo formó parte del sudamericano (se consagró campeón) y del mundial de la categoría. En total disputó 14 partidos y marcó 2 goles.

### Selección Argentina Sub-20
Fue campeón del Sudamericano en Uruguay 2015. Luego no disputó el mundial.

## Clubes
| Club                  | País      | Año           |
| --------------------- | --------- | ------------- |
| Boca Juniors          | Argentina | 2009-2016     |
| Lanús                 | Argentina | 2017-2018     |
| Los Andes             | Argentina | 2018-2019     |
| Fénix                 | Argentina | 2019-2020     |
| San Martin (B)        | Argentina | 2021-2022     |
| San Martín de Mendoza | Argentina | 2022-presente |